# Mahdia
Mahdia  (în arabă المهدية ) este un oraș  în  Tunisia. Este reședinta  guvernoratului Mahdia.